# BMW i4

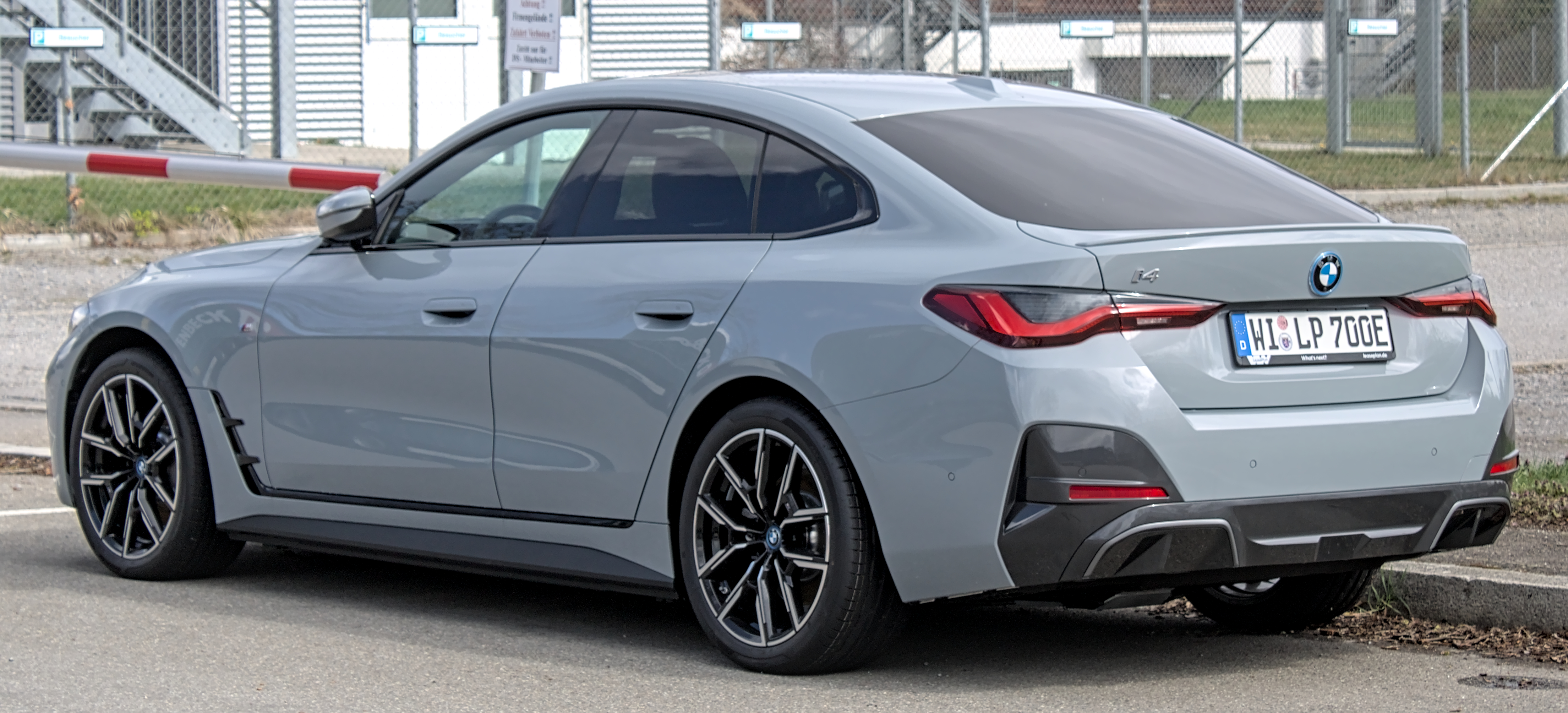
Vue arrière.

La BMW i4 est un coupé 4-portes électrique produit par le constructeur automobile allemand BMW depuis 2021. Ce modèle est basé sur la Série 4 du même constructeur, et est considéré comme la version électrique de la Série 4 Gran Coupé.

## Présentation
À l'occasion du salon international de l'automobile de Genève 2018, le constructeur bavarois BMW annonce, par l'intermédiaire de son PDG Harald Krüger, l'arrivée d'un nouveau modèle dans sa gamme électrique qui s'intercalera entre l'i3 et l'i8. Celui-ci a déclaré : « D'ici 2025, notre portefeuille mondial de véhicules comprendra 25 modèles électriques ou  [hybrides]. Au Salon de Francfort l'année dernière, nous avons dévoilé notre vision de l'avenir de la 'e-mobilité' avec la BMW i Vision Dynamics. Ce véhicule deviendra réalité : nous le construirons à Munich - il s'agira de la BMW i4 ».
Au Mondial Paris Motor Show 2018, BMW indique que l'i4 sera produite à partir de 2021, et profitera d'une autonomie de 600 km.
En mars 2019, BMW dévoile des images de la BMW iX3 accompagnée de l'i4 camouflée. Puis en mars 2020 au salon de Genève, BMW dévoile la version quasi définitive de l'i4 sous forme d'un concept-car.
L'i4 est dévoilée officiellement le 2 juin 2021 pour des premières livraisons à partir de novembre 2021 et une première exposition mondiale au Salon de l'automobile de Munich.

### Phase 2
La version restylée de l'i4 est présentée le 24 avril 2024.

## Caractéristiques techniques
L'i4 bénéficie de la plateforme technique de la deuxième génération de Série 4. Le constructeur annonce un 0 à 100 km/h réalisé en moins de 4 secondes et une vitesse maximale supérieure à 200 km/h.

### Motorisations
Deux versions sont proposées : eDrive40 et M50. La première reçoit un moteur électrique de 340 ch placé à l'avant mais l'i4 eDrive40 est une propulsion. Elle bénéficie d'une autonomie de 590 km. La M50 a un moteur sur chaque essieu lui procurant une transmission intégrale, et dispose de 544 ch pour 510 km d'autonomie.
| Logo de BMW                       | BMW i4          | BMW i4              | BMW i4              |
| Logo de BMW                       | eDrive 35       | eDrive 40           | M50                 |
| --------------------------------- | --------------- | ------------------- | ------------------- |
| Puissance moteur électrique (kW)  | arrière : 210   | arrière : 250       | avant : arrière :   |
| Puissance maximale (ch)           | 286             | 340                 | 544                 |
| Couple maximal (N m)              | 400             | 430                 | 795                 |
| Vitesse maximale (km/h)           | 190             | 190                 | 225                 |
| 0-100 km/h (s)                    | 6,0             | 5,7                 | 3,9                 |
| Transmission                      | Propulsion      | Propulsion          | Intégrale           |
| Masse à vide (kg)                 | 2065            | 2125                | 2290                |
| Batterie                          |                 |                     |                     |
| Type                              | Lithium Ion     | Lithium Ion         | Lithium Ion         |
| Capacité brute (kWh)              | 70,2Kwh (66kWh) | 83.9 kWh (81.5 kWh) | 83.9 kWh (81.5 kWh) |
| Autonomie WLTP (km)               | 406 à 483       | 491 à 589           | 414 à 519           |
| Temps de recharge                 |                 |                     |                     |
| sur une prise domestique (3,7 kW) |                 |                     |                     |
| sur une Wallbox 11 kW             |                 |                     |                     |
| sur une borne 150 kW              | 31 min          | 31 min              | 31 min              |

### Batterie
La BMW i4 adopte une batterie lithium-ion d'une capacité de 80,7 kWh et de 550 kg, qui est compatible avec la recharge rapide en courant continu, avec une puissance maximale de 210 kW.

### Habitacle technologique
Le véhicule doit être muni de la plus récente itération du système iDrive.

## Concept cars

### Concept i Vision Dynamics
La BMW i4 est préfigurée par le concept-car BMW concept i Vision Dynamics présenté au salon de Francfort 2017, qui est une berline 4 portes électrique. Capable d'effectuer un 0-100 km/h en moins de 5 secondes avec une vitesse maximale de 200 km/h, elle offre une autonomie de 600 km.

BMW concept i Vision Dynamics - IAA 2017
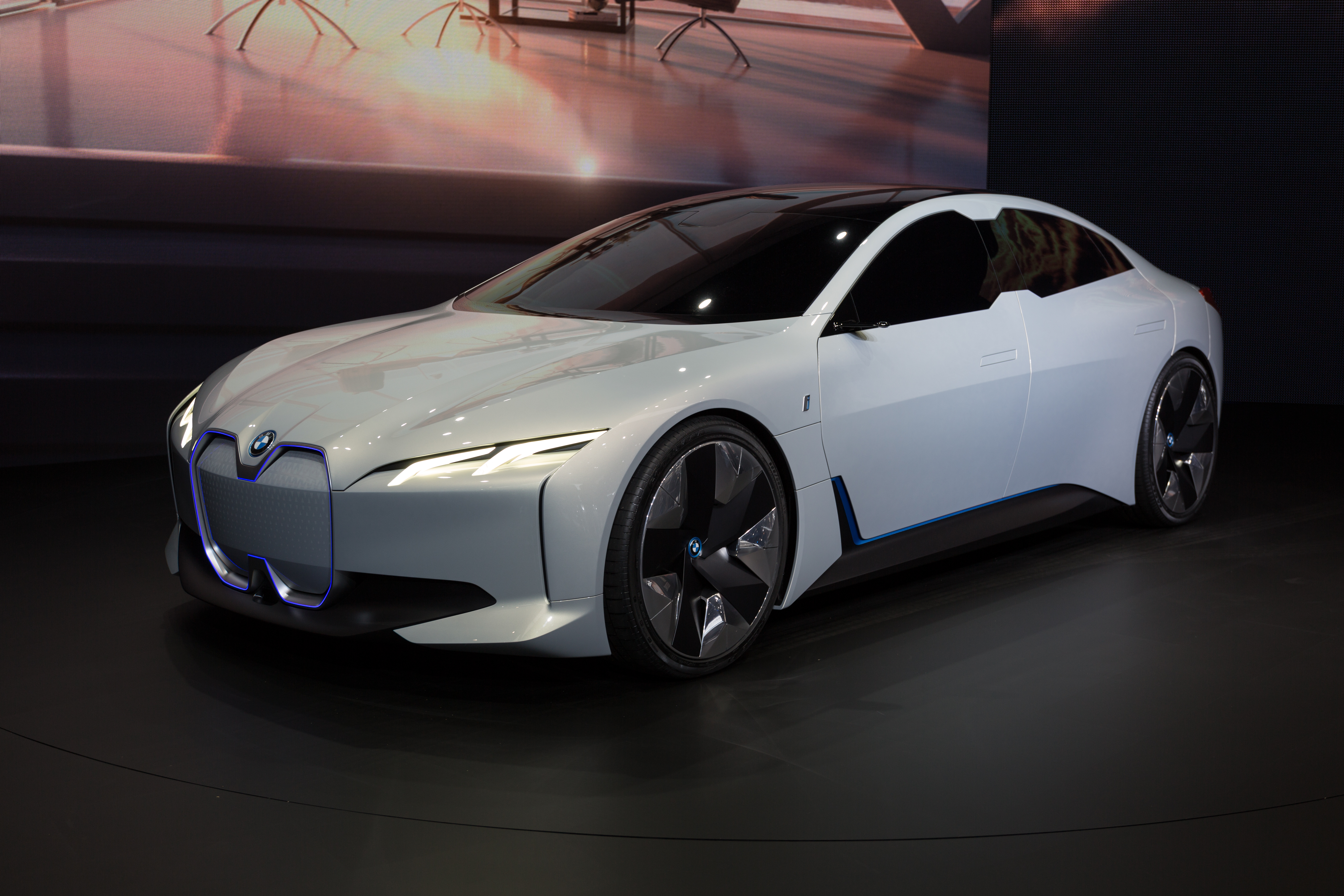
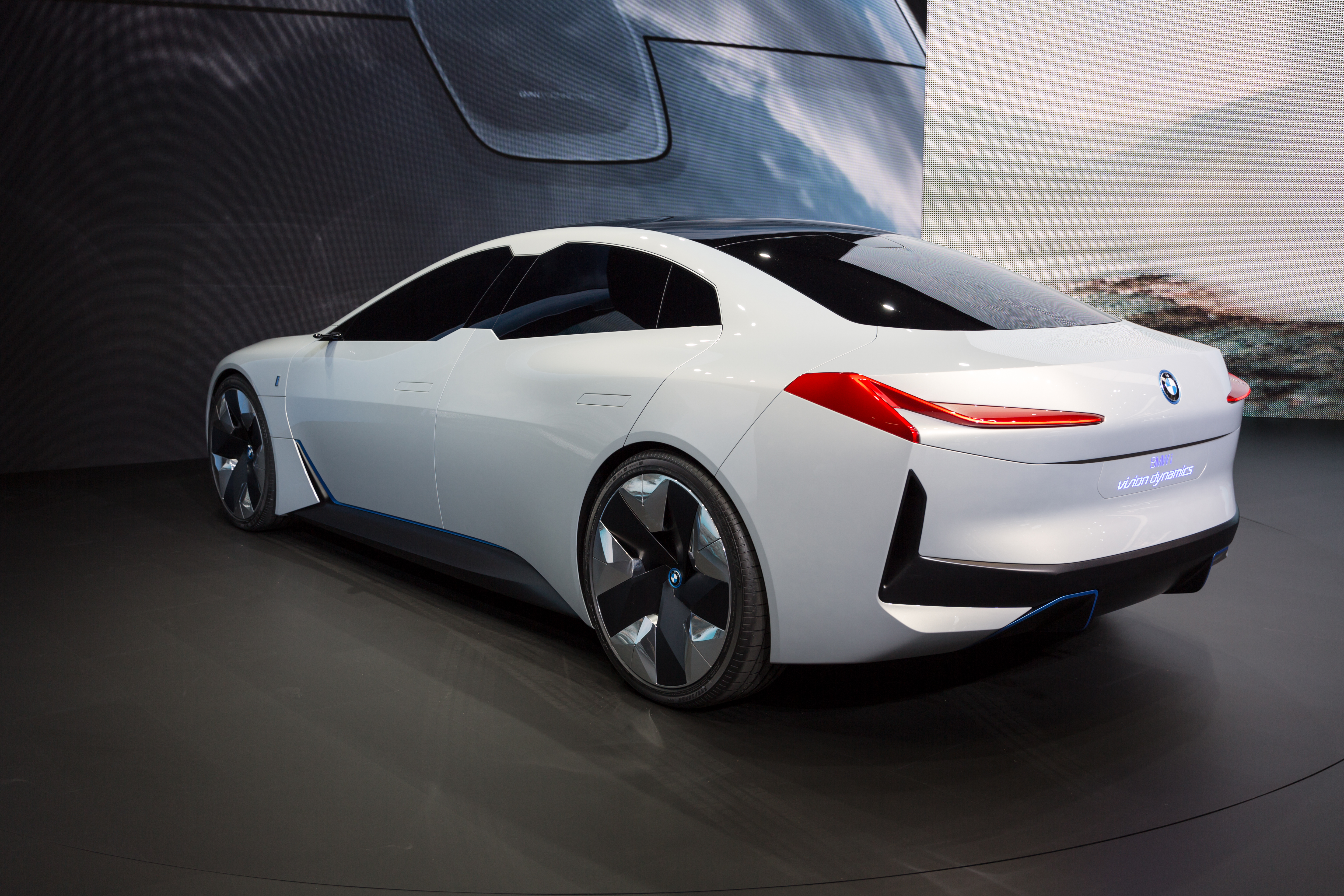

### Concept i4

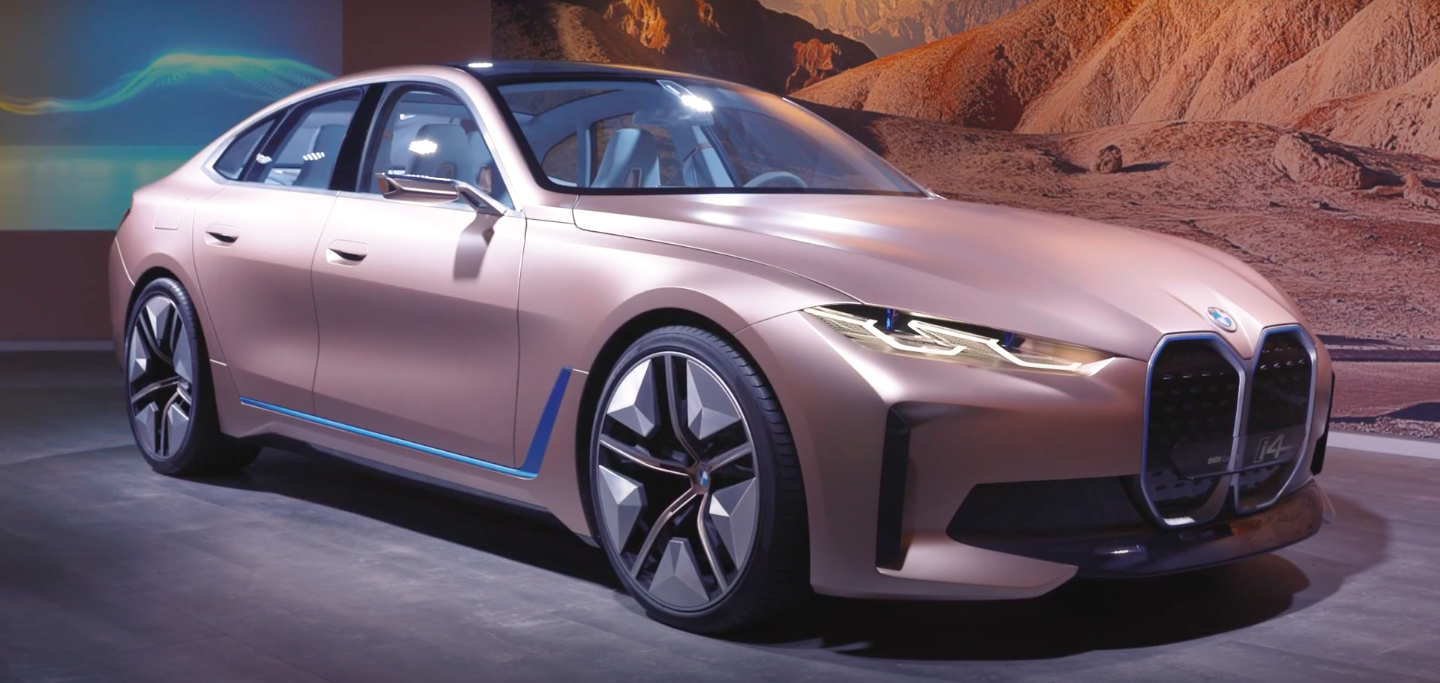
BMW Concept i4.

Le coupé à quatre portes électrique i4 est annoncé sous la forme du Concept i4 dévoilé fin février 2020 et devait être exposé au salon international de l'automobile de Genève 2020 mais celui-ci a été annulé à cause de l'épidémie de coronavirus COVID-19.